# NAOYUKI FUJII BEST SAX&SING
『NAOYUKI FUJII BEST SAX＆SING』は、サックスプレイヤー・歌手である藤井尚之のベスト・アルバム。

## 解説
- サックスのインストゥルメンタル「SAX SIDE」と、ボーカル入りの「SING SIDE」の2枚組構成。
- 特製スリーブケース付き。
- 48ページフォトブック付属。

## 収録曲

### Disc 1 (SAX SIDE)
1. N.
アルバム「教祖誕生　オリジナル・サウンドトラック」より。
2. Over The Mountain
アルバム「Out of My Tree」より。
3. SPACECAKE
アルバム「Out of My Tree」より。
4. MACH MOO! MOO!
アルバム「FRIED RICE」より。
5. MONDAY NIGHT
アルバム「What have I done?」より。
6. DEPEND ON THE DAY
アルバム「What have I done?」より。
7. FRIED GREEN TOMATO
アルバム「Who am I?」より。
8. SPY008
アルバム「S.F.」より。
9. Shadow (Album Version)
アルバム「In the Shadow」より。
10. Last Chase
アルバム「In the Shadow」より。
11. Jungle Juice
アルバム「Kind of tears」より。
12. 変わらぬ想い
アルバム「Kind of tears」より。
13. ビーチパラソルの下で
アルバム「Kind of tears」より。
14. Kind of tears
アルバム「Kind of tears」より。
15. Borderless
アルバム「Good day」より。
16. N. (Live Version)
2009年12月31日、日本武道館より。

### Disc 2 (SING SIDE)
1. Blue Sky
4thシングル。
2. あの日がYesterday
アルバム「Out of My Tree」より。
3. 蜂蜜の蜘蛛の巣
アルバム「FRIED RICE」より。
4. come to love
5thシングル。
5. あんな気持ちで
6thシングル。
6. キスの嵐
7thシングル。
7. 生活
アルバム「first kiss」より。
8. レイニーストリートブルース
8thシングル。
9. 嗚呼我が人生　-Who I Am
アルバム「Who am I?」より。
10. ゆるり ふわり
アルバム「ゆるり ふわり」より。
11. 単純な風
アルバム「ゆるり　ふわり」より。
12. 瞳に映る君
アルバム「Good day」より。
13. Beautiful World
アルバム「Good day」より。
14. 飛ぶことにした
アルバム「Good day」より。
15. ブルーブルー
アルバム「Good day」より。
16. NATURALLY (Live Version)
2009年12月31日、日本武道館より。